# Manzano (Capodistria)
Manzano (in sloveno Manžan) è un insediamento di 475 abitanti del comune sloveno di Capodistria, nell'Istria settentrionale.

## Posizione
Questo vecchio paese è abbarbicato su un costone che si diparte dal Monte Romano (Poljane), il quale separa il bacino del Dragogna da quello del Cornalunga (Badaševica). Offre una bella vista, ma per raggiungerlo bisogna salire sulla riva sinistra del torrente Cornalunga una strada asfaltata con una pendenza del 18% che dai 12 m del fondo valle arriva a quota 160 m. Ai lati di questo promontorio scorrono due torrenti: Zleb e Suhi Zleb. Alla base di Manzano si trova la località di Vergaluzzo (Vrgaluca). Questa contrada, le cui poche case attorniamo l'aguar o rio Zleb che scende dalle falde del Monte Romano (Poljane), è nota per la sua sorgente d'acqua, o bolass come la chiamano i paesani, che forniva l'acqua alla città di Capodistria.

## Origine del nome
Il toponimo sembra derivare da Mancius o Amandius, e l'abitato è chiamato Manzan dai Capodistriani di lingua veneto-istriana.

## Foto storiche

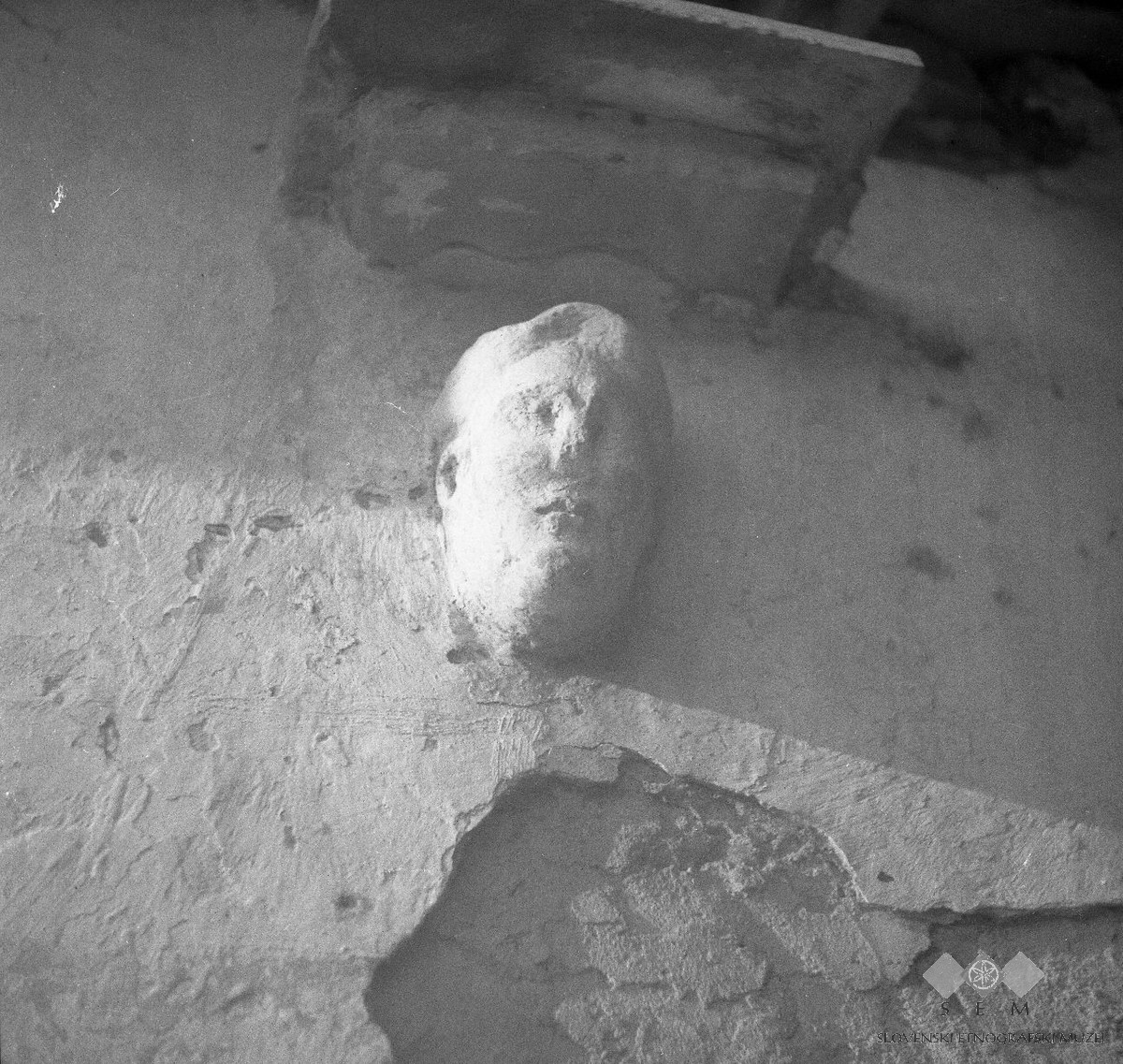
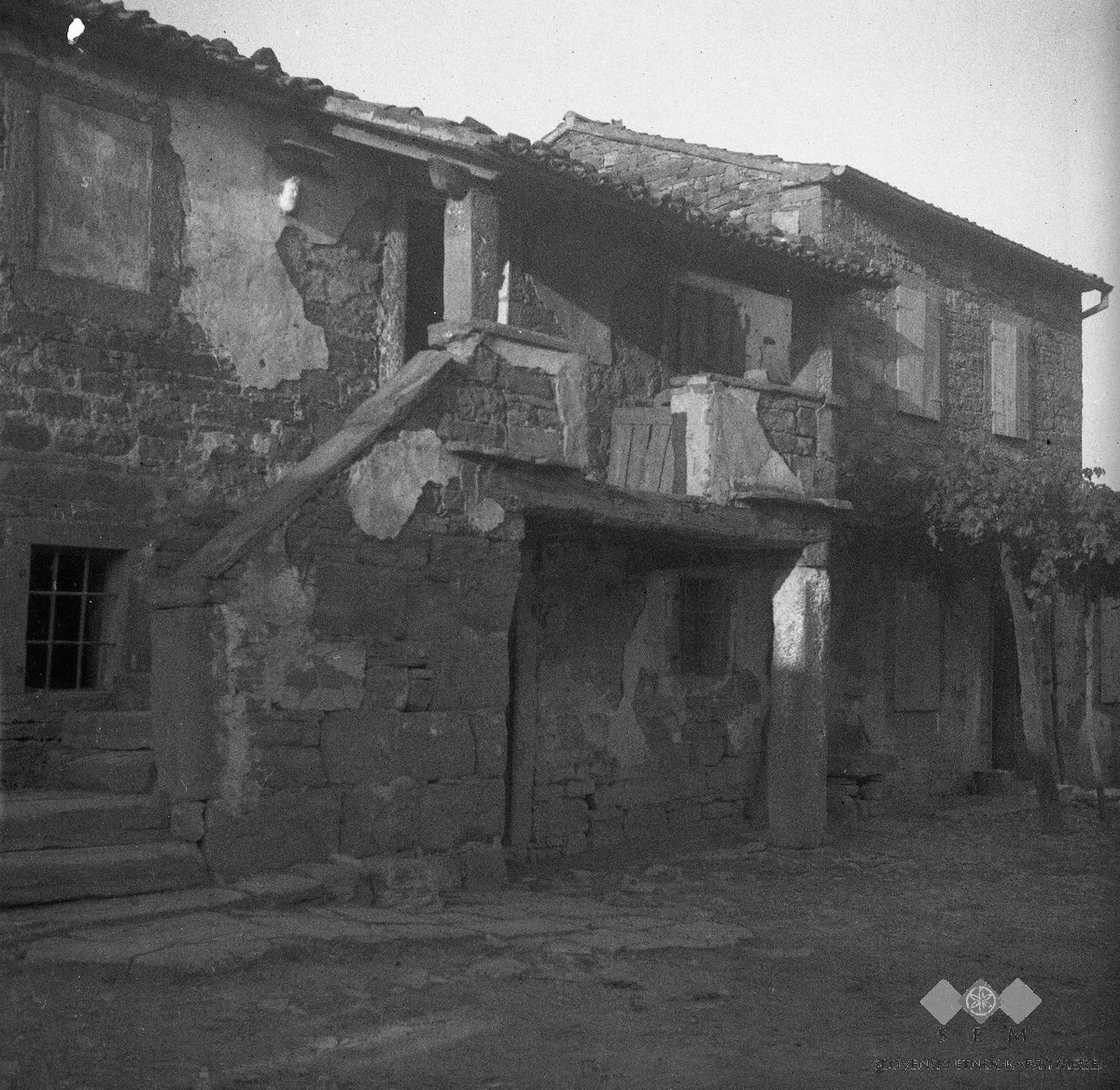
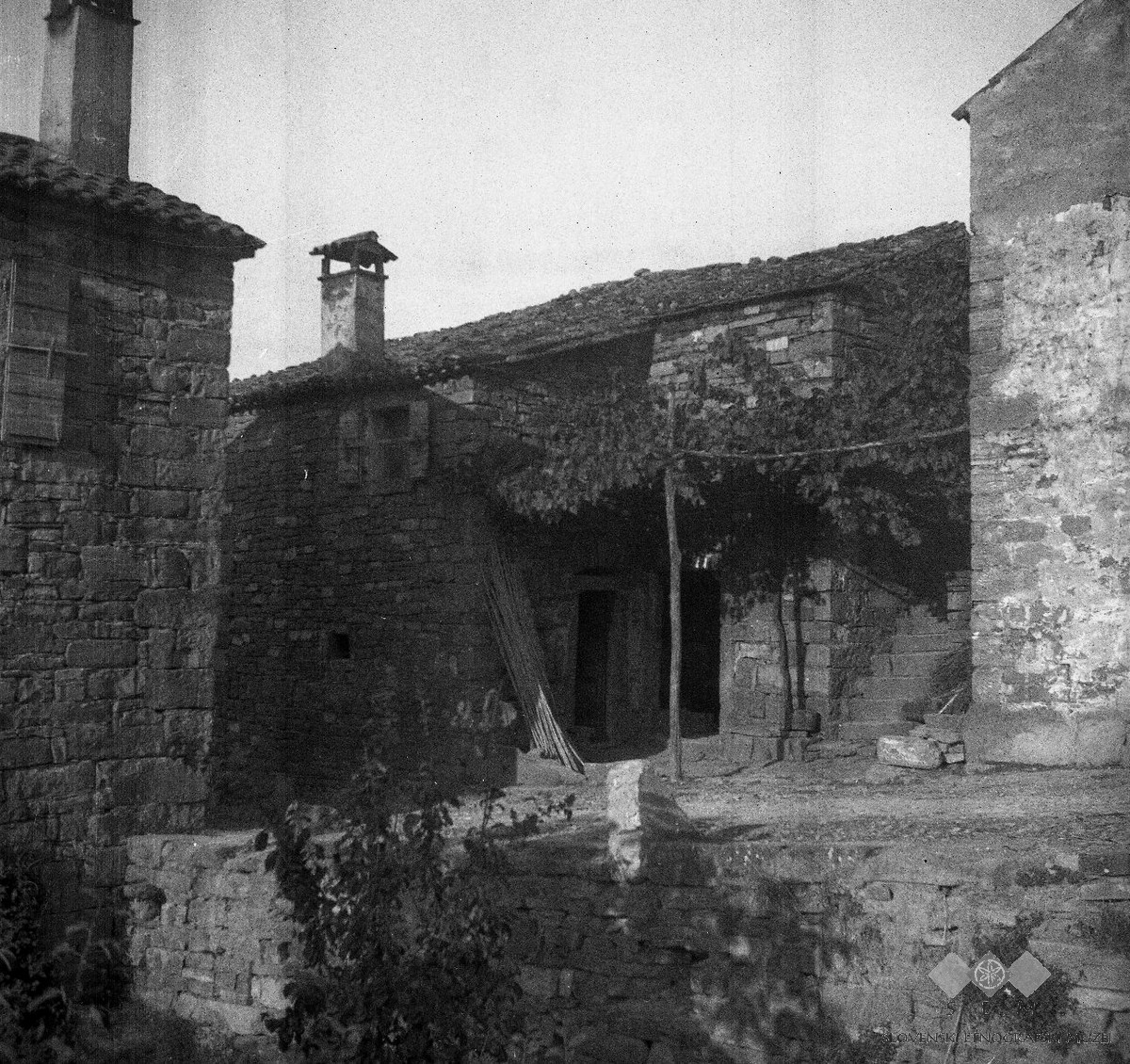
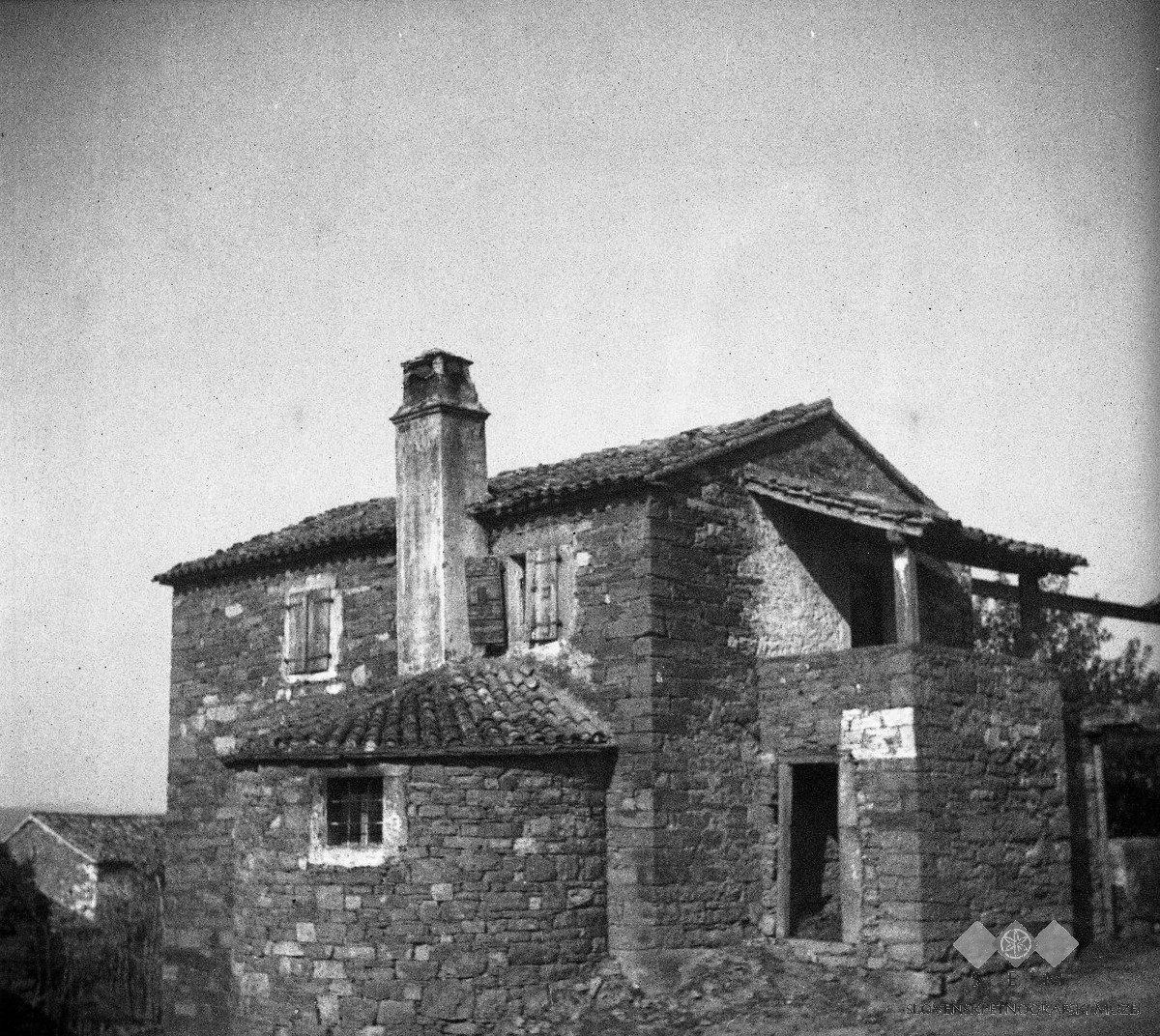
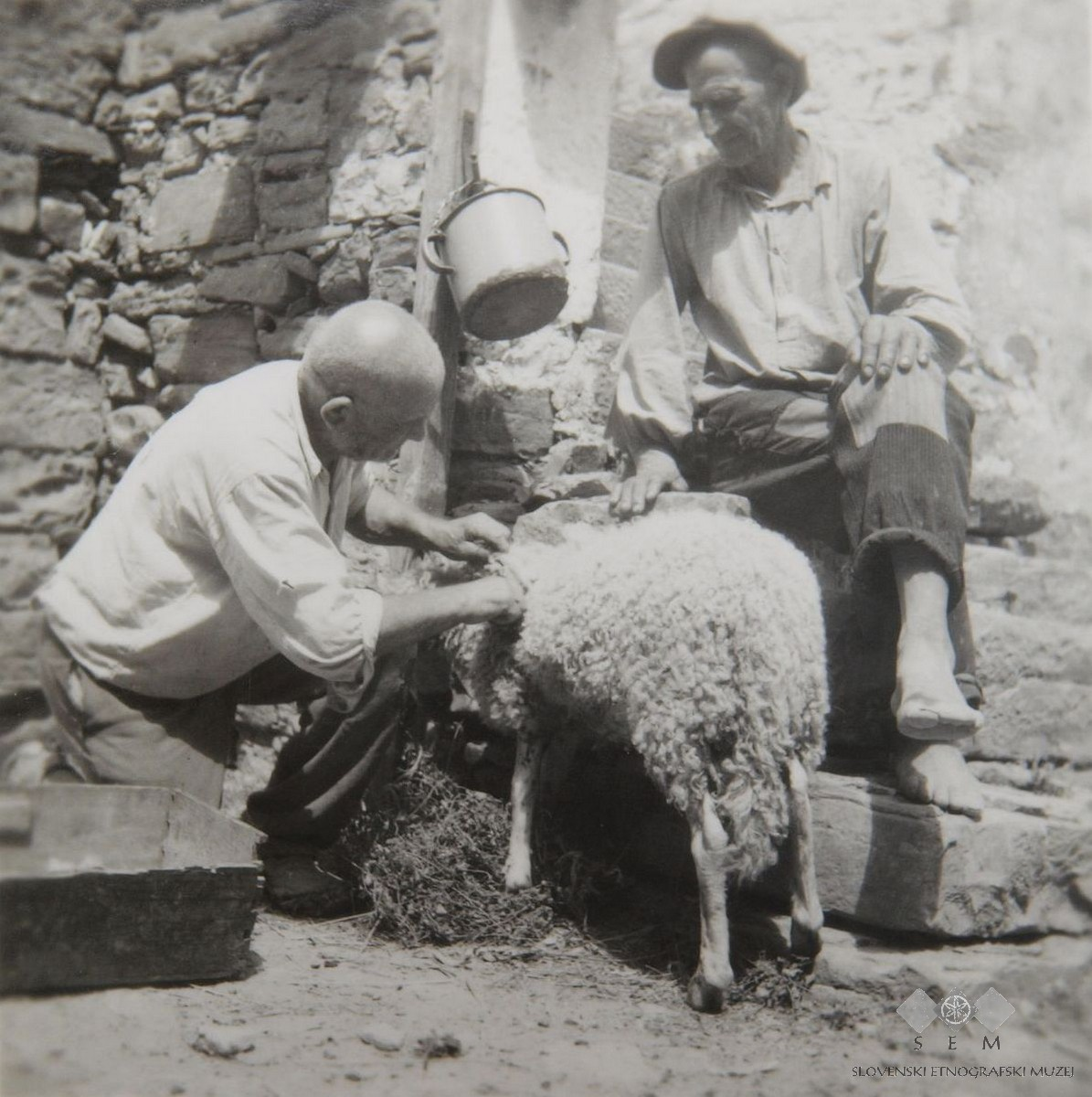